# Гута-Катюжанская
Гута-Катюжанская (укр. Гута-Катюжанська) — село, входит в Вышгородский район Киевской области Украины.
Население по переписи 2001 года составляло 128 человек. Почтовый индекс — 07313. Телефонный код — 4596. Занимает площадь 0,9 км². Код КОАТУУ — 3221883203.

## История
- Лаврентий Похилевич в «Сказании о населённых местностях Киевской губернии» (1864 год) пишет:
  - «при реке Здвиже в 3-х верстах ниже Катюжанки. Жителей обоего пола 257, в 32 дворах. Есть стекольный завод, отдаваемый казной в оброчное содержание, но стекло производится низшего качества, то есть зелёное. Деревня лежит при болоте, окружённая со всех сторон лесами».

## Местный совет
07313, Київська обл., Вишгородський р-н, с.Катюжанка, вул.Радянська,40